# شورای طراحی
شورای طراحی (به انگلیسی: Design Council) سابقاً شورای طراحی صنعتی، یک مؤسسه خیریهٔ بریتانیایی است که توسط منشور سلطنتی ثبت شده‌است. مأموریت اعلام شده آن «حمایت از طراحی عالی است که زندگی را بهبود می‌بخشد و اوضاع را بهتر می‌کند». این امر در ترویج مفهوم طراحی فراگیر مؤثر بود.
آرشیو شورای طراحی در آرشیو طراحی دانشگاه برایتون قرار دارد.
شورای طراحی دو شرکت تابعه را اداره می‌کند، کمیسیون شورای طراحی برای معماری و محیط ساخته شده (شورای طراحی سی‌ای‌بی‌ای) و شورای طراحی اینترپرایز لیمیتد.